# El Progreso (Honduras)
El Progreso ist eine Stadt und eine Gemeinde in Honduras. Sie befindet sich im Departamento Yoro. 2013 lebten in der Stadt 114.934 Einwohner und die Gemeinde hatte eine Einwohnerzahl von 188.366.

## Geografie
El Progreso befindet sich in einer günstigen Lage nahe von San Pedro Sula. Der internationale Flughafen Ramón Villeda Morales von San Pedro Sula befindet sich westlich der Stadt. Östlich der Stadt befindet sich die Bergkette des Mico Quemado. Das Gemeindegebiet von El Progreso enthält die Stadt El Progreso und eine Reihe von Dörfern im ländlichen Umland und hat eine Fläche von ca. 530 km².

## Geschichte
Im Jahr 1891 war El Progreso eine kleine Siedlung, bekannt als Aldea del Río Pelo. Die Bürger Guillermo Jaime Baín und José Melecio Velásquez versammelten alle Einwohner des Ortes, um deren Zustimmung zu erhalten, dass sie bei den zuständigen Behörden beantragten, dass die Siedlung als Gemeinde konstituiert werden sollte, da sie genügend Einwohner hatte und Einkommen produzierte. 1892 erfolgte die Gründung als Gemeinde unter dem Namen El Progreso.

## Wirtschaft
Aufgrund der fruchtbaren Böden ist El Progreso eine Stadt mit landwirtschaftlicher Tradition. In den Gebieten rund um die Stadt gibt es verschiedene Plantagen, auf denen Ölpalmen, Bananen und Gemüse angebaut werden. Neben der Landwirtschaft widmen sich die Einwohner von El Progreso auch der Viehzucht sowie der Produktion und dem Handel von Textilien.